# Pont de la Vila
El Pont de la vila és un pont medieval de la vila de Bagà (Berguedà) sobre el riu Bastareny, també conegut com a Pont vell, Pont del camp de la vila, Pont del molí o Pont de l'oratori.

## Descripció
El pont de la Vila és situat sobre el riu Bastareny, afluent de la dreta del Llobregat, té dues arcades desiguals amb una capelleta o oratori -en la qual hi havia una imatge de la Mare de Déu-, assentada sobre la base afuada anterior del pilar central. És construït amb carreus regulars de pedra que van perdent regularitat. Té 22 m de longitud total i 3 m d'ample, una llum de l'arc sobre el riu de 8,5 m i alçada des de l'aigua de 2,5 m. Els dos arcs no són perfectament simètrics, i l'aparell del més proper a la vila és més modern o reconstruït més tard que l'altre. Cada costat es recolza en el desnivell que forma el terreny en decreixement cap a la llera del riu, mentre que el centre es recolza en un ample pilar de pedra que té forma triangular a banda i banda de la passarel·la del pont. Un d'aquests eixamplaments triangulars, el de la cara nord, alberga una capelleta en la qual actualment hi ha una imatge d'una Dolorosa. Es troba en el principal espai d'esbarjo de la vila, on trobem la zona esportiva, jardí, piscina... Només és visible fàcilment des d'aigües avall, i del pont nou. ja que és voltat d'arbres. A prop, en el cap esquerre del pont hi ha una antiga fàbrica.

## Notícies històriques
Hi ha notícies històriques d'arranjaments fets al pont del molí els anys següents: 1335-1355-1385 i el 1499. El 1592-1752-1756 Hi ha notícies de l'existència d'una capella en algun cap del pont.